# Ninel Çam

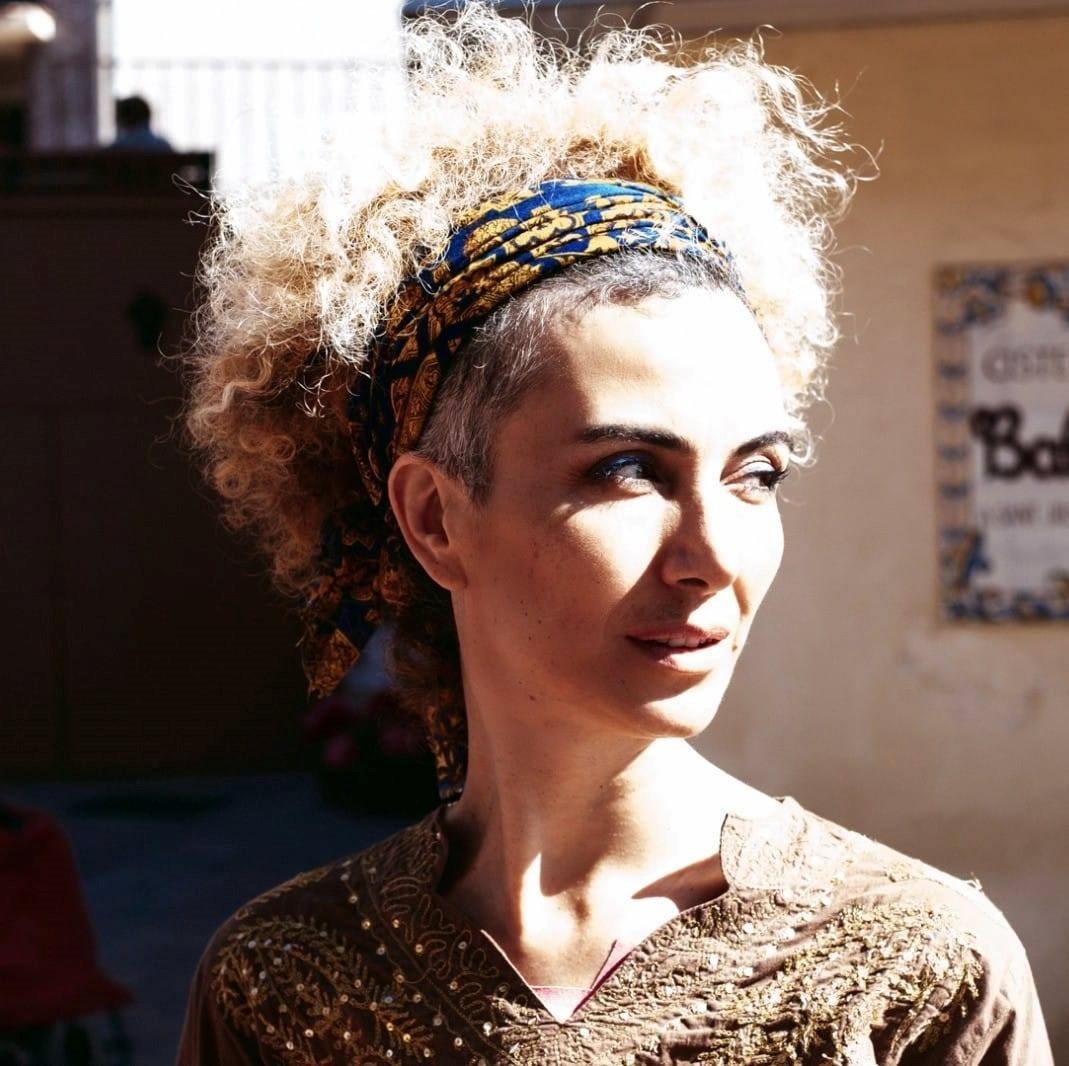
Ninel Çam (2019)

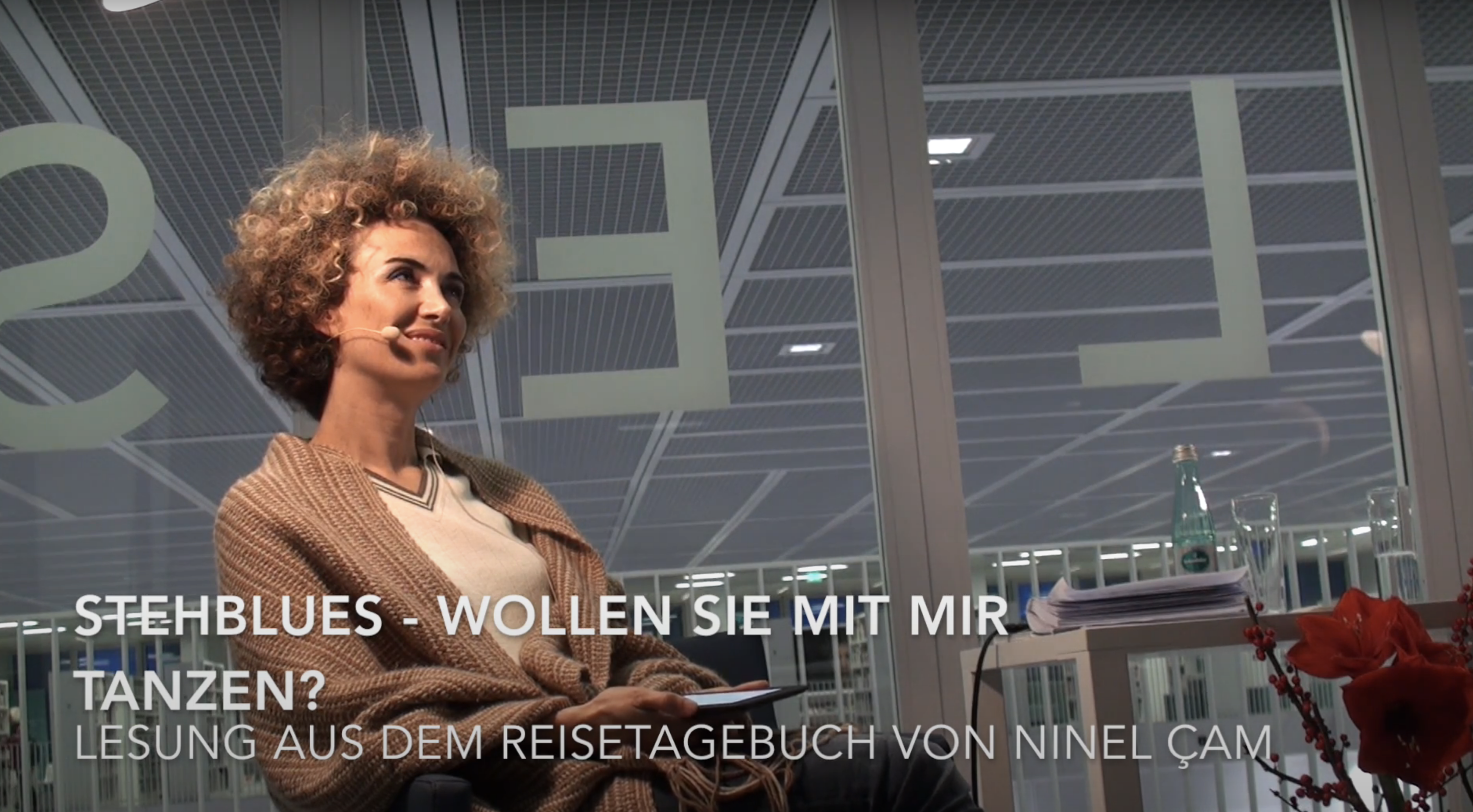
Ninel Çam bei der Lesung Stehblues – Wollen Sie mit mir tanzen? in der Stadtbibliothek Stuttgart 2019

Ninel Çam (* 1974 in Malatya, Türkei) ist eine deutsch-türkische Choreografin und interdisziplinäre Performance-Künstlerin. Sie wurde durch ihre partizipativen Tanz-Performances in der Türkei, Deutschland, Frankreich und Spanien bekannt, bei denen sie die Kommunikation zwischen Künstlerin und unbekannter Person in den Mittelpunkt ihrer Aktionen stellte.

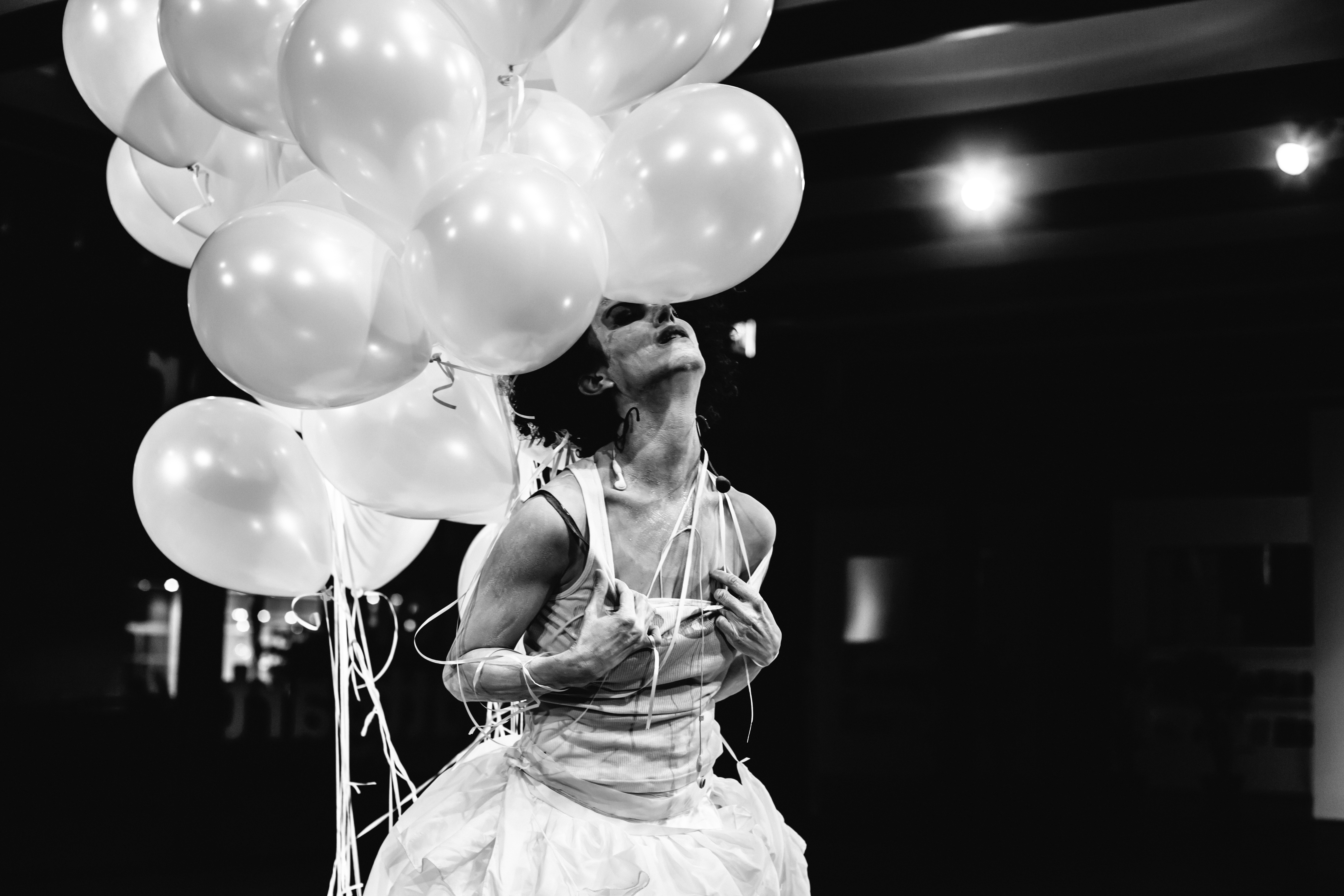
Ninel Çam: Performance Ich taufe mich Europa im Württembergischen Kunstverein Stuttgart 2013

## Leben
Geboren in Ostanatolien zog Ninel Çam mit fünf Jahren zusammen mit ihrer Familie nach Roth bei Nürnberg. Mit zehn Jahren kehrte sie in die Türkei zurück und besuchte in Izmir das englischsprachige Gymnasium „60. Yil Anadolu Lisesi“. Mit 15 Jahren wechselte sie auf das wissenschaftliche Gymnasium Ankara Fen Lisesi (Ankara Science High School), wo sie das Abitur absolvierte. 1992 begann Çam ein Architekturstudium in Istanbul an der Mimar Sinan Universität. Als Stipendiatin des Goethe-Instituts besuchte sie 1997 die Sommersprachschule in Bayreuth, die mit den Bayreuther Festspielen kooperierte und ihr künstlerisches Interesse verstärkte. 1998 setzte sie ihr Architekturstudium an der Universität Stuttgart fort. 2001 besuchte sie als Sokrates-Stipendiatin die École Nationale Supérieure d’Architecture de Nancy. In Paris studierte sie die Tanzaufzeichnungen des Centre national d'art et de culture Georges-Pompidou. Zurück in Stuttgart schloss Çam 2004 ihr Studium mit der von Prof. Dr. Erwin Herzberger betreuten Choreographie Gedichte eines Körpers im Raum ab. Parallel gründete sie mit Thomas Maos, Markus Mai und Jörg Bielefeld die Ethno-Rock-Band „Kent Masali“ (deutsch: Märchen der Großstadt). Bis 2007 trat Çam außerdem mit der Band „Ninel Çam Trio“ auf, mit der sie anatolische und aserbaidschanische Liebeslieder interpretierte. Zunehmend widmete sie sich dem Thema „Körper und Raum“ und entwickelte daraus zahlreiche Performances, die sie in verschiedenen Kontexten sowohl solo als auch in Konstellation mit verschiedenen Künstlerinnen und Künstlern aufführt. 2016 zog Ninel Çam mit Mann und Sohn nach Barcelona, wo sie die Schauspielausbildung bei Jessica Walker in der Laboratorio Escuela de Teatro Experimental absolvierte. Parallel arbeitete sie an ihrer Dissertation Dancing Dialectics – Thinking with the Moving Body, die von Sofia Pantouvaki (Aalto-Universität) sowie Eeva Anttila (Uniarts Helsinki) betreut wird. Seit 2020 lebt Çam in Wien, wo sie unter anderem Projekte mit dem Autonomen Frauenzentrum umsetzt, an dem Podcast #meindigitalerLieblingsort der Landeszentrale für politische Bildung Baden-Württemberg und an ihrer Promotion arbeitet.

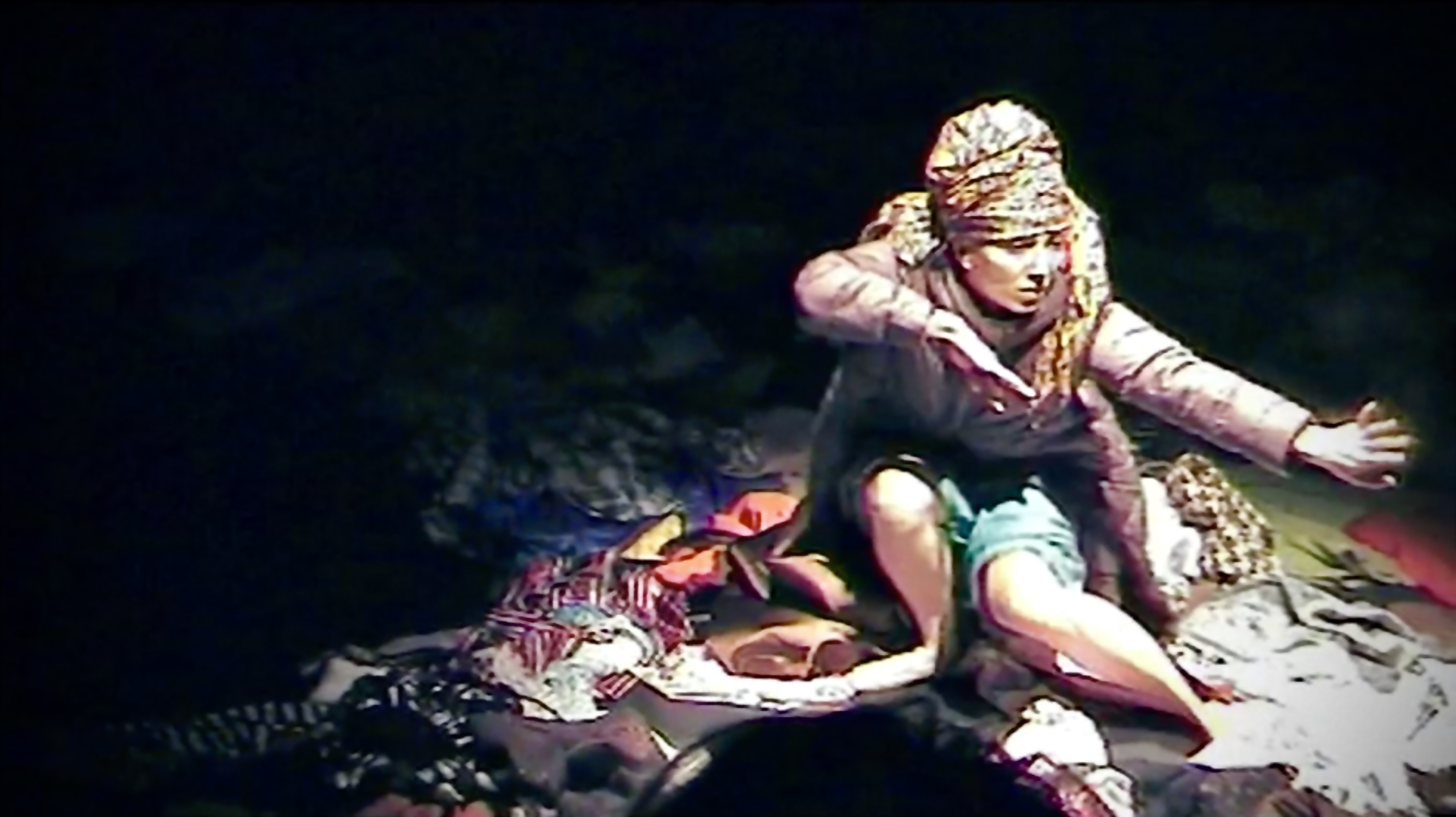
Ninel Çam: Performance Nacktgestellt im Theaterhaus Stuttgart 2010

## Künstlerische Werke (Auswahl)
- 2010 Premiere der Solo Tanz Performance Mis Á Nu – Nacktgestellt[10] im Theaterhaus Stuttgart
- 2011 Solo-Art-Performance in Rahmen des CREATIVAS-Festivals im Theaterhaus Stuttgart
- 2012 zusammen mit Natascha Lopez Kuratorin des Kunst-Wander-Parcours ICH, STUTTGART[11] im Haus der Geschichte Baden-Württemberg[12]
- 2012 Tanz ICH bin nur ICH – Tanz mit Marcia[13]
- 2012, 16. August 2012 Performance WOMAN in BLACK, Helsinki
- 2013 zusammen mit Duša Isijanov Kuratorin des CREATIVAS KUNSTPicknicks vom 19. bis 22. September im Württembergischen Kunstverein Stuttgart[14]
- 2013 Premiere der Solo Tanz Performance Je m’appelle Europe – Ich taufe mich Europa[15] im Württembergischen Kunstverein Stuttgart
- 2016 Veröffentlichung des Albums KENT MASALI - songs from the oriental occident – BIR IKI ÜÇ
- 2016 bis 2019 Performances im Rahmen der Schauspielausbildung bei Jessica Walker in der Laboratorio Escuela de Teatro Experimental, Barcelona
- 2014 bis 2017 Performance STEHBLUES in Lodz, Warschau (Pl), Brno (ChR), St. Hellen, Cardiff (GB), Straßburg (F), St. Louis (USA), Urbana Champaign (USA) und Barcelona (Esp)
- 2018, 20. April bis 17. Mai 2018 Fotoausstellung Youyoume - The Art of Exchanging Clothes[16], Barcelona[17]
- 2018, 17. Oktober bis 8. Dezember 2018: Ausstellung STEHBLUES – Wollen Sie mit mir tanzen? Dokumentation einer partizipativen Tanz-Performance von Ninel Çam & Chris Schaal in der Stuttgarter Stadtbibliothek[18]
- 2020 Veröffentlichung des Albums Oriente Occidente mit David Guitart Dommergue
- 2020 Foto-Projekt Hört ihr die weiblichen Skulpturen in Wien sprechen? beim Autonomen Frauenzentrum Wien[19]

## Publikationen
- Çam, Ninel: Dance as a medium for understanding experiences of violence, in: Journal of Dance & Somatic Practices, Volume 10, Number 2, 1. Dezember 2018, S. 251–259.
- Çam, Ninel: Stehblues, in: Nordic Journal of Dance. Volume 8(1), 2017